# اندی توماس
اندرو "اندی" توماس (به انگلیسی: Andrew "Andy" Thomas, AO) فضانورد اهل کشور استرالیا است که در ۱۸ دسامبر ۱۹۵۱ میلادی در آدلاید زاده شد. وی در مأموریت اس‌تی‌اس-۷۷، اس‌تی‌اس-۸۹، ایستگاه فضایی میر، اس‌تی‌اس-۹۱، اس‌تی‌اس-۱۰۲، اس‌تی‌اس-۱۱۴ حضور داشته است.